# Frieden von Boves
Der Frieden von Boves vom Juli 1185 war ein Vertrag zwischen dem französischen König Philipp II. August und dem Grafen Philipp I. von Flandern. Er wird auch Frieden von Amiens genannt. Er wurde in Boves an der Somme geschlossen.
Der Vertrag beendete den Konflikt zwischen dem König und dem Grafen um die Hinterlassenschaft von Mabile von Vermandois, der Ehefrau des Grafen Philipp. Hierbei ging es insbesondere um den Besitz des Artois, das sowohl vom Grafen als auch von Mabiles Schwester Eleonore beansprucht wurde.
Da Eleonore mit Mathieu de Beaumont, dem Kämmerer des Königs verheiratet war, hielt Philipp August es für vielversprechend, sich für dessen Rechte einzusetzen.
Durch den Vertrag gewann Frankreich die Grafschaft Amiens und die Grafschaft Montdidier, die Burgherrschaften (châtellenies) Roye und Thourotte, sowie die Anwartschaft auf das Artois, das Philipp August 1191 nach dem Tod Philipps von Flandern dann besetzen ließ und bis zum Frieden von Péronne im Jahr 1200 behielt.